# João Lourenço (futebolista)
João de Matos Moura Lourenço, mais conhecido como João Lourenço (Alcobaça, 8 de abril de 1942) é um ex-futebolista português que atuava como atacante.

## Carreira
Nascido em Alcobaça, Lourenço começou a jogar futebol em 1960 e no verão de 1964, Lourenço entrou no clube da Primeira Liga, Sporting, permanecendo no clube por oito anos e vencendo os campeonatos nacionais de 1966 e 1970. Ele foi membro da Seleção de Portugal que participou da Copa do Mundo de 1966, na Inglaterra, mas não jogou nenhuma jogo na competição.
Lourenço se aposentou do futebol em junho de 1972, aos 30 anos. Ele marcou 145 gols em 219 jogos oficiais para o Leões.